# Chlamydotis
Chlamydotis is een geslacht van vogels uit de familie trappen (Otididae).

## Soorten
Het geslacht kent de volgende soorten:
- Chlamydotis macqueenii – Oostelijke kraagtrap
- Chlamydotis undulata – Westelijke kraagtrap